# コーンフィールド・ボンバー

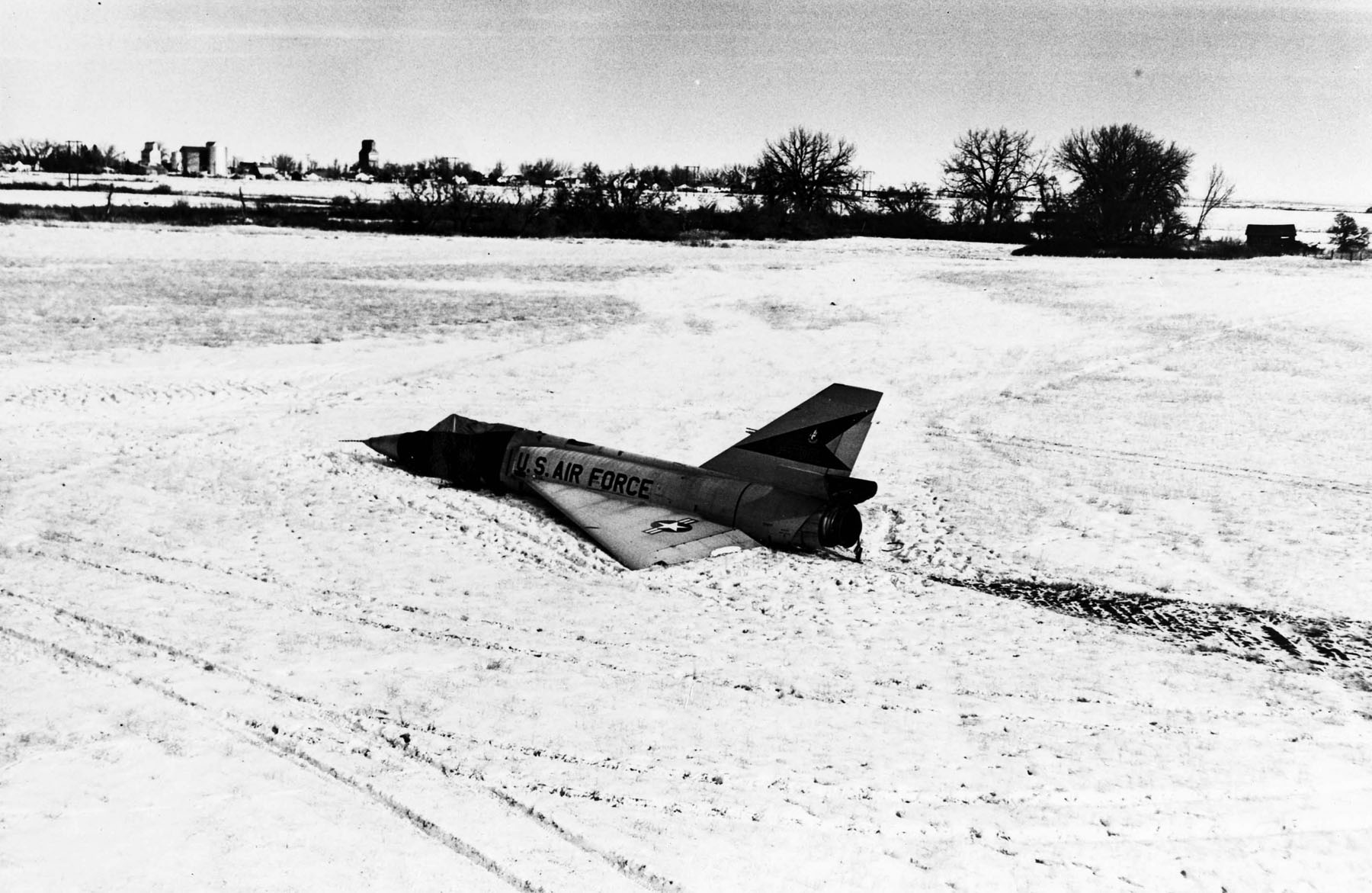
「コーンフィールド・ボンバー」として知られる機体番号58-0787のF-106A戦闘機。1958年に製造され、1988年までアメリカ空軍にて使用された。

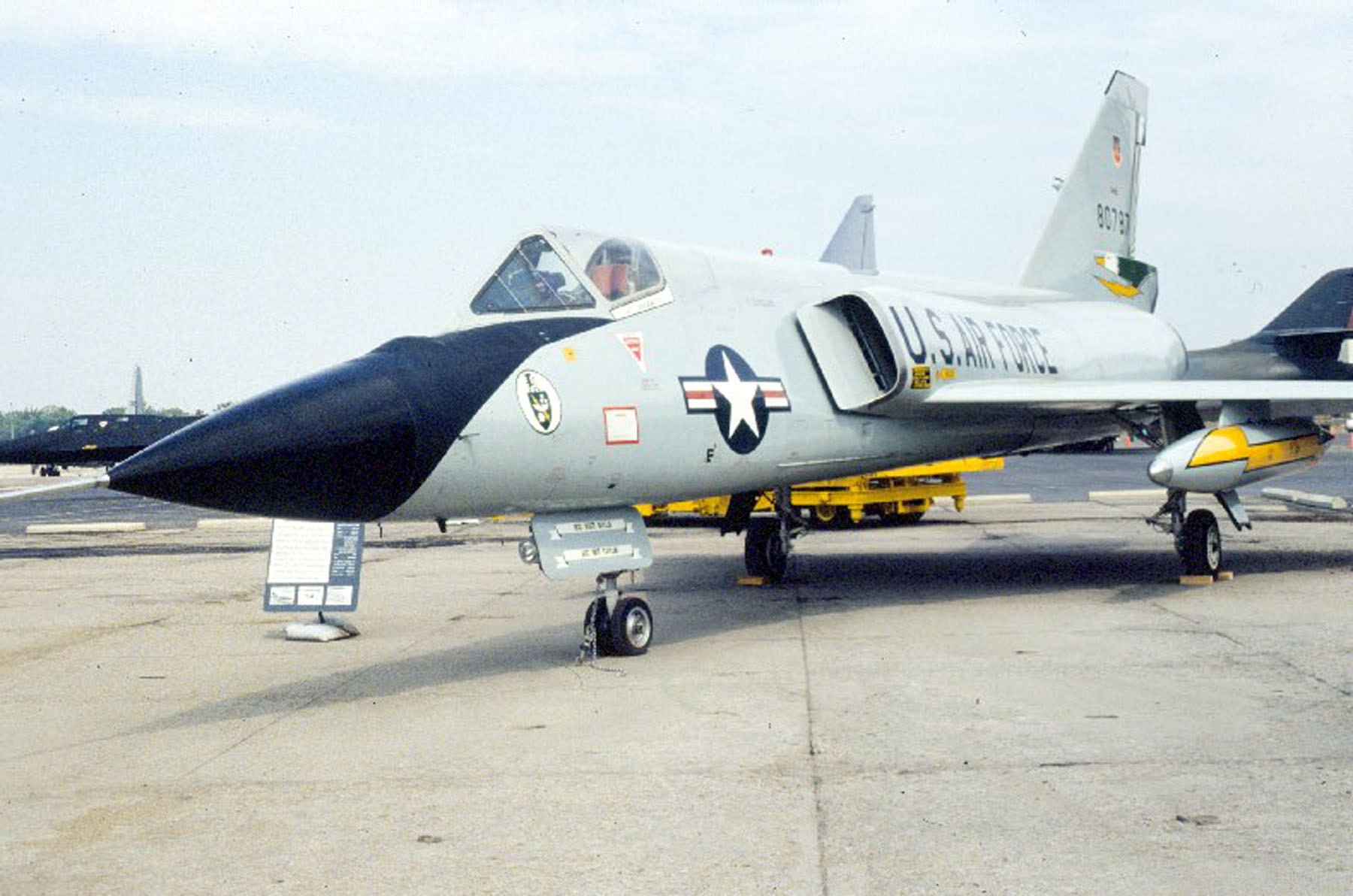
国立アメリカ空軍博物館に展示された「コーンフィールド・ボンバー」（2005年）

コーンフィールド・ボンバー（英: Cornfield Bomber）は、かつてアメリカ空軍第71戦闘迎撃飛行隊に所属していたF-106A戦闘機の通称。
任務中操縦不能に陥った同機はパイロット脱出後に水平飛行状態に戻り、無人状態でモンタナ州の農地に不時着したものの大きな損傷を受けなかった。後に修理されて任務に復帰し、現在は国立アメリカ空軍博物館に展示されている。

## 事故の概要
「コーンフィールド・ボンバー」の機体番号は58-0787で、ここから1958年にコンベアによって製造された機体だと判明している。マルムストローム空軍基地の第71戦闘迎撃飛行隊（英: 71st Fighter-Interceptor Squadron）に配備されていたが、1970年2月2日の空中戦演習中にフラットスピンの状態に陥った。パイロットのゲイリー・ファウスト大尉（Gary Faust） は減速用パラシュートを展開するなどして回復を試みたものの、これが不可能と判断すると高度15,000フィート (4,600 m)にて射出座席を発射して脱出した。
座席の射出後、同機は重量と重心の変化により偶然にもスピン状態から姿勢を回復した。それを見ていたある僚機のパイロットは、パラシュート降下中のファウストに対して無線で「中に戻ったほうがいいぞ」（"you'd better get back in it!"）とジョークを飛ばした。無人となった戦闘機はそのまま飛び続け、やがてファウストの見ている先で、モンタナ州ビッグサンディの積雪状態の農地へと緩やかに胴体着陸した。ただし、実際には胴体着陸したのはコーンフィールド（トウモロコシ畑）にではなかった。ファウストは近くの山に降り立ち、スノーモービルに乗った近隣住民により発見され、救助されている。

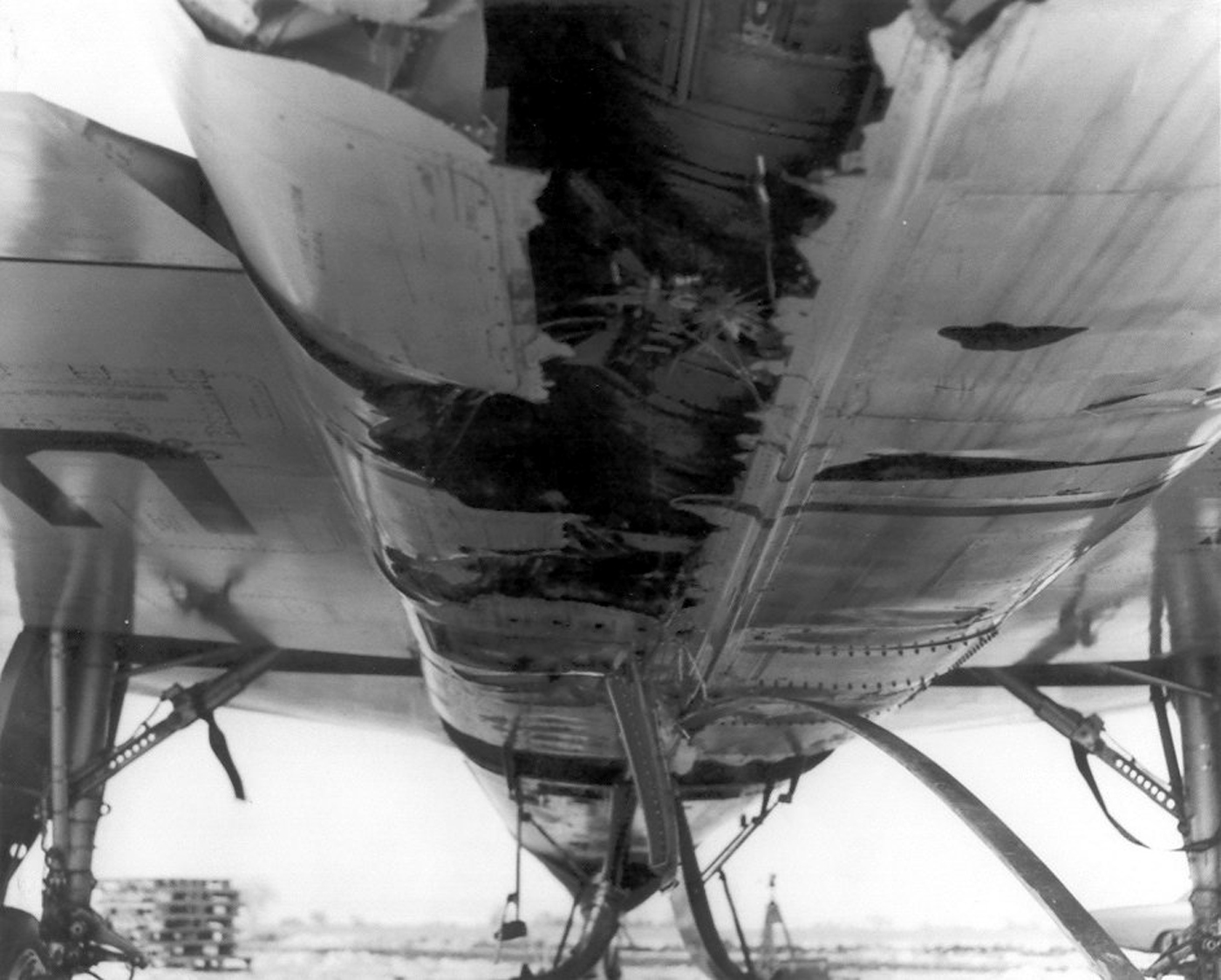
不時着により損傷した胴体下部

その後まもなく地元保安官が墜落現場に到着したが、その時点で既に不時着時の摩擦や依然としてアイドリング状態にあるジェットエンジンの熱で周囲の雪が解けて機体が滑り始めていた。空軍に連絡をとった保安官は「燃料が空になるまで待て」との助言を得て、その後燃料が無くなるまでの45分間、機体の監視を行っていた。やがてマクレラン空軍基地から到着した回収要員らは平台貨車に積むために機体の両翼を解体しはじめた。回収要員の1人だった将校が報告したところによれば、墜落機の損傷は非常に小さく、通常任務中の戦闘機と比べても大差のない程度だったという。

## その後
事故後、「コーンフィールド・ボンバー」と通称されるようになった同機は修理の後に任務に復帰し、F-106戦闘機をアメリカ空軍で最後まで運用していた第49戦闘迎撃飛行隊に配備された。任務を退いた後は国立アメリカ空軍博物館に寄贈され、現在まで展示されている。